# 가시나이
"가시나이"는 1965년 공개된 대한민국의 영화이다.

## 배역
- 신영균
- 김혜정
- 이민자
- 서영춘
- 허장강
- 박암